# Kliczków-Kolonia
Kliczków-Kolonia – wieś w Polsce położona w województwie łódzkim, w powiecie sieradzkim, w gminie Brzeźnio.
| SIMC    | Nazwa      | Rodzaj    |
| ------- | ---------- | --------- |
| 0699885 | Kocia Góra | część wsi |

W latach 1975–1998 miejscowość administracyjnie należała do województwa sieradzkiego.